# Universität für angewandte Kunst Wien

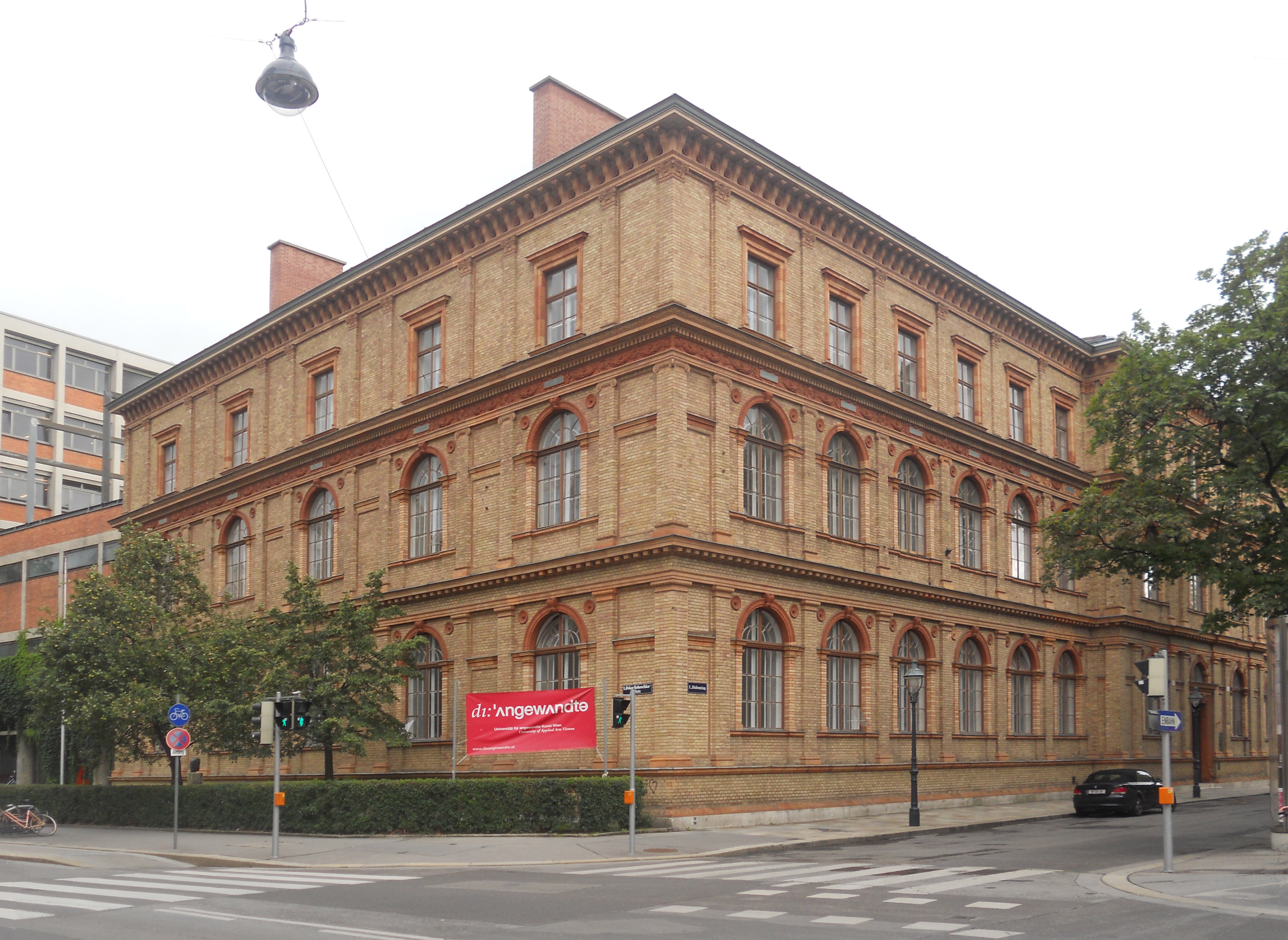
Hauptgebäude an der Ringstraße

Die Universität für angewandte Kunst Wien („die Angewandte“) ist eine staatliche Kunstgewerbehochschule an der Ringstraße in der österreichischen Hauptstadt Wien. Sie wurde 1867 als k. k. Kunstgewerbeschule gegründet. Das Neorenaissance-Hauptgebäude wurde 1875 bis 1877 durch Franz Joseph I. von Heinrich Ferstel errichtet und bildet ein Ensemble mit dem Museum für angewandte Kunst.

## Geschichte

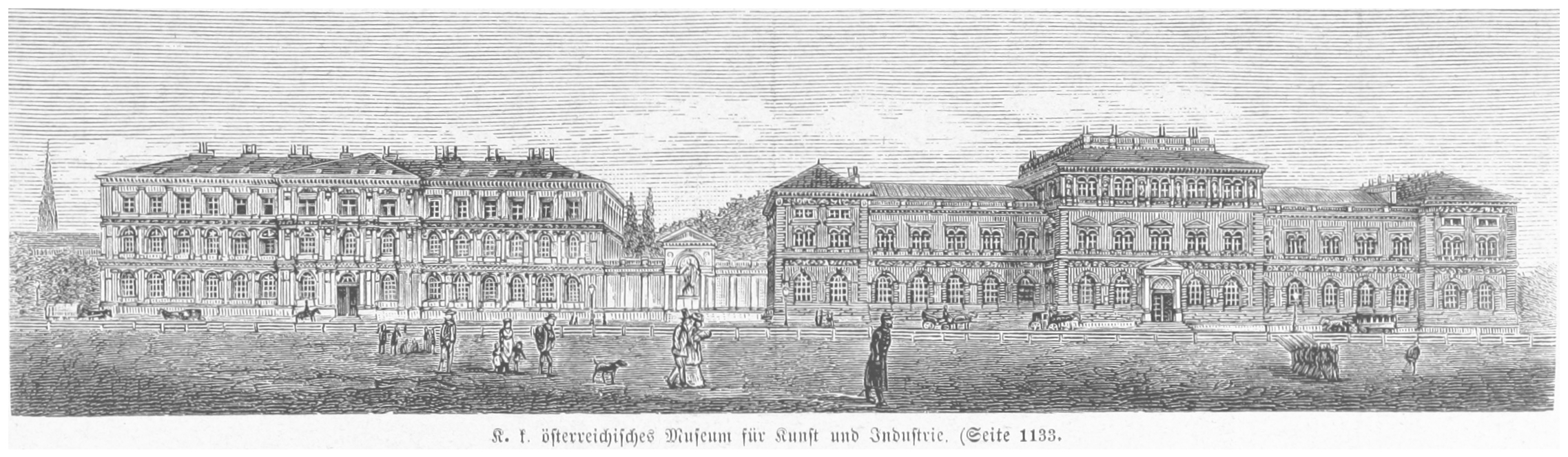
Kunstgewerbeschule und Museum, historische Ansicht (1880)

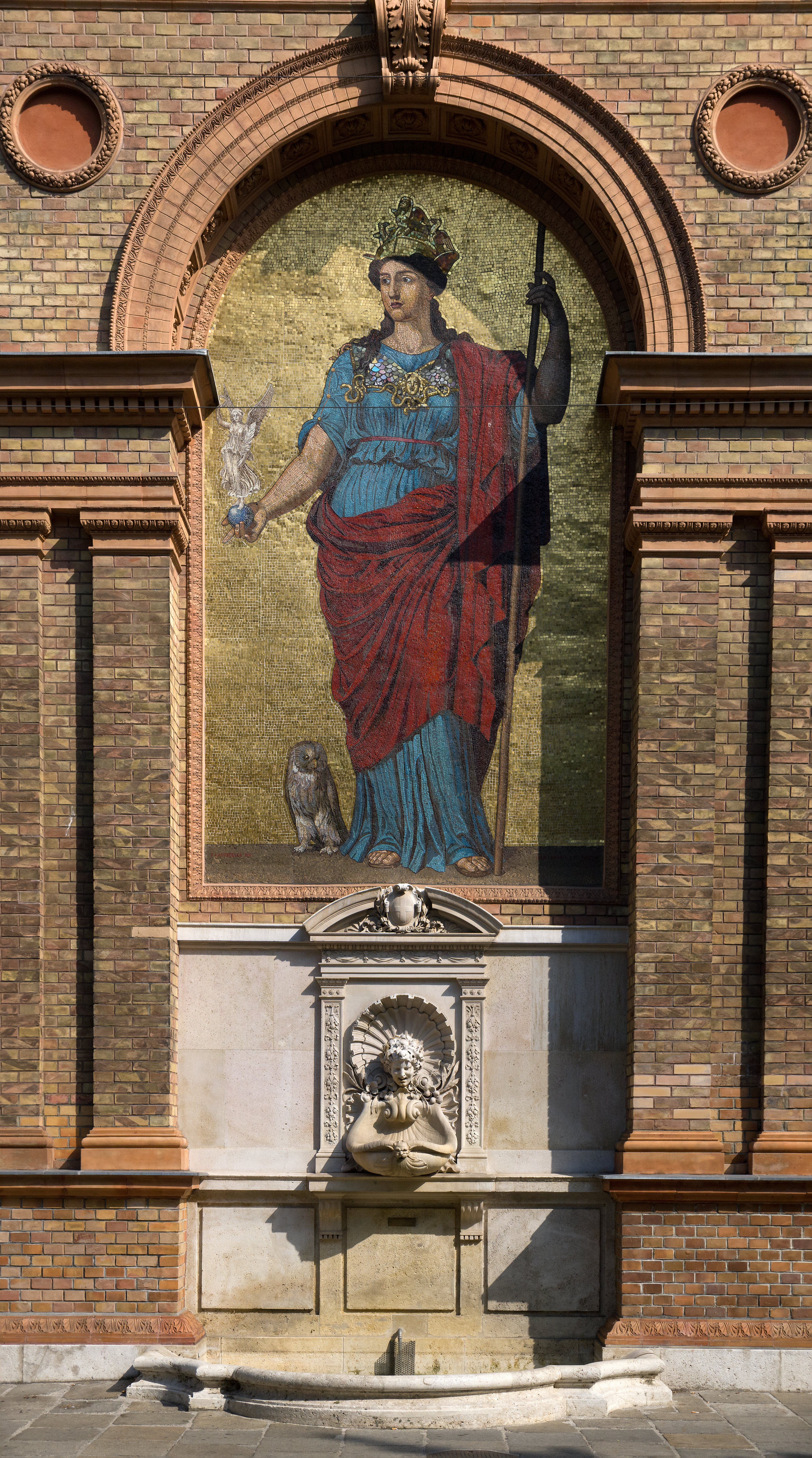
Der Minervabrunnen an der Ringstraße

Am 7. März 1863 erfolgte die Gründung des k.k. Österreichischen Museums für Kunst und Industrie (gewöhnlich nur als Österreichisches Museum bezeichnet) nach langjährigen Bemühungen Rudolf Eitelbergers durch Kaiser Franz Joseph auf Initiative von Erzherzog Rainer. Rudolf von Eitelberger, erster Professor für Kunstgeschichte an der Universität Wien, wurde zum Direktor bestellt. Das Museum folgte im Wesentlichen dem Vorbild des 1852 gegründeten South Kensington Museum (heute Victoria & Albert Museum) in London und sollte als Vorbildersammlung für Künstler, Industrielle und Publikum und als Aus- und Weiterbildungsstätte für Entwerfer und Handwerker dienen.
1866 bis 1871 wurde der Museumsbau am kurz zuvor neu angelegten Stubenring 5 nach den Plänen von Heinrich Ferstel im Renaissancestil errichtet. Es war der erste am Ring errichtete Museumsbau. 1867 fand die Gründung der k.k. Kunstgewerbeschule des k.k. Österreichischen Museums für Kunst und Industrie statt, 1868 in der ehemaligen Gewehrfabrik, 9., Währinger Straße 11–13/Schwarzspanierstraße 17 (heute das 1886 neu gebaute Anatomische Institut der Medizinischen Universität Wien), untergebracht. Damit waren theoretische und praktische Ausbildung vereint. Es erfolgte eine konsequente – räumliche und institutionelle – Trennung von künstlerischer und kunstgewerblicher Ausbildung.
Am 4. November 1871 wurde der Museumsneubau am Stubenring eröffnet. Dort konnten Objekte permanent und nach Materialschwerpunkten gegliedert aufgestellt werden. Auch die Kunstgewerbeschule zog hier ein. 1875–1877 folgte die Errichtung eines angrenzenden Neubaus für die Kunstgewerbeschule am Stubenring 3, ebenfalls nach Plänen von Heinrich Ferstel.
1897 übernahm Arthur von Scala, bis dahin Direktor des k. k. Orientalischen Museums (später Handelsmuseum), die Leitung des Museums für Kunst und Industrie und gewann Otto Wagner, Felician von Myrbach, Koloman Moser, Josef Hoffmann und Alfred Roller als Mitarbeiter des Museums und der Kunstgewerbeschule.
Infolge der Auseinandersetzungen zwischen Scala und dem Kunstgewerbeverein (1884 gegründet), der seinen Einfluss auf das Museum schwinden sah, legte Erzherzog Rainer 1898 sein Amt als Protektor nieder, und es wurden mit Entschließung vom 28. November 1898 neue Statuten genehmigt. 1900 wurde die Administration von Museum und Kunstgewerbeschule getrennt.
1906–1908 entstand der Museums-Erweiterungsbau in der Weiskirchnerstraße 3 von Ludwig Baumann. 1909 kam es zur Trennung von Kunstgewerbeschule und Museum für Kunst und Industrie.
1919 folgte im nunmehr republikanischen Österreich die Umbenennung in Kunstgewerbeschule des österreichischen Museums für Kunst und Industrie. Ab 1921 wurde die Kunstgewerbeschule des österreichischen Museums für Kunst und Industrie als Bundeslehranstalt und ab 1931 als Bundesanstalt bezeichnet.
1937 erfolgte unter der Diktaturregierung Schuschnigg die Umbenennung in Staatliche Kunstgewerbeschule Wien, 1941 unter der NS-Diktatur in Reichshochschule für angewandte Kunst Wien, 1945 nach Wiedererrichtung der Republik Österreich in Hochschule für angewandte Kunst Wien und 1948 in Akademie für angewandte Kunst Wien.
1962–1965 entstand der Erweiterungsbau der Akademie am späteren Oskar-Kokoschka-Platz nach dem Entwurf von Karl Schwanzer. 1970 wurde die Angewandte zur Hochschule aufgewertet, 1971 fand die Umbenennung in Hochschule für angewandte Kunst statt, mit 1. Oktober 1998 wurde die Hochschule gemäß dem Bundesgesetz über die Organisation der Universitäten der Künste (KUOG) zur Universität. Anfang Oktober 2018 wurde das generalsanierte Gebäude am Oskar-Kokoschka-Platz in Betrieb genommen. Es wurde in Sachen Brandschutz, Sanitäranlagen, Heizungs- und Lüftungsanlagen auf den letzten Stand gebracht. Der Bau wurde ebenfalls bis auf die statische Grundstruktur rückgebaut. Das ehemalige Zollamtsgebäude in der Vorderen Zollamtsstraße 7 wurde auch adaptiert, es wurden neben neuen Räumlichkeiten für die Universitätsbibliothek der Angewandten eine Cafeteria, Studios, Werkstätten, Arbeitsräume und sogenannte „Fluxräume“ geschaffen.
Die Universität für angewandte Kunst gründete 1984 auf Initiative Peter Weibels und des damaligen Rektors Oswald Oberhuber die erste Meisterklasse für Medienkunst im deutschsprachigen Raum. Seit 2001 wird die Meisterklasse als Abteilung Digitale Kunst geführt und seit 2010 von der Medienkünstlerin Ruth Schnell geleitet.

### Namen der Schule seit ihrer Gründung
- 1868–1918: Kunstgewerbeschule des K. K. Österreichischen Museums für Kunst und Industrie
- 1919–1937: Kunstgewerbeschule des Österreichischen Museums für Kunst und Industrie
- 1937–1941: Staatliche Kunstgewerbeschule in Wien
- 1941–1945: Reichshochschule für angewandte Kunst Wien
- 1945–1948: Hochschule für angewandte Kunst Wien
- 1948–1970: Akademie für angewandte Kunst in Wien
- 1970–1998: Hochschule für angewandte Kunst in Wien[7]
- seit 1999: Universität für angewandte Kunst Wien[8]

### Direktoren / Rektoren
- 1868–1871: Josef Ritter von Storck
- 1871–1873: Ferdinand Laufberger
- 1873–1878: Josef Ritter von Storck
- 1878–1881: Ferdinand Laufberger
- 1881–1882: Friedrich Sturm
- 1882–1883: Michael Rieser
- 1883–1885: Friedrich Sturm
- 1883–1886: Michael Rieser
- 1886–1887: Friedrich Sturm
- 1887–1888: Josef Ritter von Storck
- 1888–1889: Friedrich Sturm
- 1889–1899: Josef Ritter von Storck
- 1899–1904: Felician von Myrbach
- 1904–1909: Oskar Beyer
- 1909–1934: Alfred Roller
- 1934–1938: Maximilian Fellerer
- 1938–1945: Robert Obsieger
- 1945–1954: Maximilian Fellerer
- 1955–1971: Ceno Kosak
- 1971–1975: Carl Unger
- 1975–1979: Johannes Spalt
- 1979–1987: Oswald Oberhuber
- 1987–1991: Wilhelm Holzbauer[7]
- 1991–1994: Oswald Oberhuber
- 1995–1999: Rudolf Burger
- 2000–2023: Gerald Bast
- 2023–2025: Petra Schaper Rinkel[9][10]
- 2025: Maria Zettler (interimistisch)[9]
- ab 1. November 2025: Ulrike Kuch[11]

## Organisation
Die Universität für angewandte Kunst Wien zählt zu den führenden internationalen Kunsthochschulen. Mit ca. 2000 Studierenden aus 90 Ländern an 8 Instituten und rund 30 Studiengängen verbindet die Angewandte die Künste und Wissenschaften mit Gestaltungsdisziplinen Architektur und Design.

### Institute
- Institut für Architektur
- Institut für Bildende und Mediale Kunst
- Institut für Design
- Institut für Konservierung und Restaurierung
- Institut für Kunstwissenschaften, Kunstpädagogik und Kunstvermittlung
- Institut für Kunst und Gesellschaft
- Institut für Kunst und Technologie
- Institut für Sprachkunst

### Universitätsrat
Der Universitätsrat für die Funktionsperiode 2023 bis 2028 besteht aus Hildegund Amanshauser (Vorsitzende), Kurt Wagner (Stellvertreter), Lilli Hollein, Klaus Bollinger und Hemma Schmutz.

## Studienrichtungen
Die „Angewandte“ ist eine Universität für bildende und mediale Kunst, Architektur und andere angewandte Künste wie Grafikdesign, Industriedesign oder Modedesign. Das Hauptgebäude befindet sich im 1. Bezirk, am Oskar-Kokoschka-Platz (bis 1980 Kopalplatz) / Ecke Stubenring 3, dem Museum für angewandte Kunst (MAK) direkt benachbart.
Für die Universität für angewandte Kunst gilt eine Aufnahmebeschränkung mit Eignungsprüfung. Aufgenommen werden soll aber jeder, der „Potential“ hat.

### Diplomstudien (Mag. arch., Mag. des.ind., Mag. art.)
- Industrial Design (10 Semester)
- Bildende Kunst (8 Semester)
  - Studienzweige: Bildhauerei, Grafik, Malerei, Keramik, Fotografie, Ortsbezogene Kunst, Malerei und Animationsfilm
- Bühnen- und Filmgestaltung (8 Semester)
- Design (8 Semester)
  - Studienzweige: Grafik-Design, Grafik und Werbung, Landschaftsdesign, Modedesign, Angewandte Fotografie und zeitbasierte Medien
- Konservierung und Restaurierung (10 Semester)
- Medienkunst (8 Semester, Vismed)
  - Studienzweige: Digitale Kunst und Transmediale Kunst
- Lehramtsstudium für die künstlerischen Unterrichtsfächer (9 Semester)
  - Bildnerische Erziehung, Textiles Gestalten, Werkerziehung

### Bachelor Studies (BA — Bachelor of Arts)
- Sprachkunst (6 Semester)
- TransArts (6 Semester)
- Cross-Disciplinary Strategies (8 Semester)
- Lehramt für Bildnerische Erziehung (8 Semester)

### Master Studies (MA — Master of Arts)
- Sprachkunst (4 Semester)
- Art & Science (4 Semester)
- TransArts (4 Semester)
- Social Design — Arts as Urban Innovation (4 Semester)
- Kunst- und Kulturwissenschaften (4 Semester)
- Architektur (6 Semester)

Im Bereich der Architektur greift die Universität für angewandte Kunst auf ein Meisterklassenprinzip zurück, obwohl dieses offiziell durch die Universitätsreform 2002 abgeschafft wurde. Kazuyo Sejima, Greg Lynn und Hani Rashid führen im Rahmen des von Klaus Bollinger geleiteten Instituts für Architektur die Studios Architekturentwurf 1–3 und lehren die Studenten den Umgang mit neuer Architektur und deren Präsentation.
- Lehramt für Technisches und textiles Werken (3 Semester)

### Doktoratsstudium
- Naturwissenschaften (6 Semester)
- Philosophie (6 Semester)
- Technische Wissenschaften (6 Semester)
- Künstlerische Forschung (6 Semester)

### Post Graduate Studies

#### Art & Economy

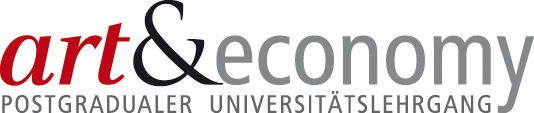
Art & Economy

Art & Economy ist ein berufsbegleitender, postgradualer Universitätslehrgang mit Bezug auf Kunst und Ökonomie und dauert insgesamt 4 Semester. Die Ausbildung richtet sich an Kunst- und Kulturschaffende auf dem Weg zur Selbständigkeit, Absolventen von kunst- oder kulturtheoretischen Studien sowie Personen, die im Bereich Kunst- und Kulturmanagement tätig werden wollen.

#### Exhibition and Cultural Communication Management
Exhibition and Cultural Communication Management ist ein postgradualer Lehrgang mit dem Ziel der wissenschaftlichen Fundierung und Professionalisierung der Kulturarbeit im erweiterten Museums- und Ausstellungsfeld und dauert insgesamt 4 Semester.

#### Urban Strategies
Urban Strategies ist ein postgradualer Lehrgang, der dem Thema Stadt als Handlungsfeld von Architekturproduktion in den Schwerpunkten Forschung und Entwurf nachgeht und dauert insgesamt 3 Semester.

## Modeklasse
Im Rahmen des Studienganges Modedesign wird seit 1980 die Leitung der sogenannten Modeklasse (Meisterklasse für Mode) einem prominenten Modedesigner als 'Professor auf Zeit’ übertragen. Das Fach Mode war an der damaligen Kunstgewerbeschule von Eduard Josef Wimmer-Wisgrill etabliert worden, der die Modeklasse von 1925 bis 1955 leitete. Ihm folgten Gertrud Höchsmann (1959–1972) und Fred Adlmüller (1973–1979). Oswald Oberhuber berief als Rektor der Hochschule 1980 den damals für das französische Modeunternehmen Chloé tätigen Modeschöpfer Karl Lagerfeld als Gastprofessor an die Hochschule. Seither wurden weitere Designer verpflichtet, die zum internationalen Renommee der Hochschule beigetragen haben.
- 1980–1983: Karl Lagerfeld
- 1983–1985: Jil Sander[21]
- 1985–1989: Jean-Charles de Castelbajac
- 1989–1991: Vivienne Westwood[22]
- 1991–1993: Marc Bohan (ehemaliger Dior-Designer)
- 1993–1996: Helmut Lang
- 1996–1998: Jean-Charles de Castelbajac
- 1998–1999: Paolo Piva (Industriedesigner, Interims-Professor)
- 1999–2000: Viktor Horsting und Rolf Snoeren (Viktor & Rolf)
- 2000–2005: Raf Simons
- 2005–2009: Veronique Branquinho (Avantgarde-Designerin aus Antwerpen)[23]
- 2009–2014: Bernhard Willhelm (deutscher Designer aus Antwerpen)[24]
- 2014–2019: Hussein Chalayan[25]
- 2019–2020 Lucie und Luke Meier (Designer bei Jil Sander)
- seit 2020 Grace Wales Bonner
- ab Oktober 2023 Craig Green

## Voruniversitäre Nachwuchsförderung
Die an der Universität angesiedelte Koordinationsstelle für pre-university Nachwuchsförderung (kurz, „KOOFUN“) ist die zentrale Koordinationsstelle für Maßnahmen der beteiligten tertiären Bildungseinrichtungen für voruniversitäre Nachwuchsförderung im Kunst- und Kulturbereich. Geleitet wird die Koordinationsstelle von Silke Vollenhofer. Zu den wichtigsten Programmen gehören die KinderuniKunst Kreativwoche, KinderuniKunst Auktion, JugenduniKunst, university@school uvm.

## Bekannte Absolventen und Hochschullehrer
- Friedrich Achleitner (1930–2019), österreichischer Architekt
- Franz Beer (1929–2022), deutsch-österreichischer Maler und Hochschullehrer
- Felix Braun (1885–1973), österreichischer Dichter[27]
- Christian Ludwig Attersee (* 1940), österreichischer Maler
- Carl Auböck (1924–1993), österreichischer Architekt und Designer
- Franz Barwig der Ältere (1868–1931), Student von 1888–1897, Bildhauerprofessor von 1909–21
- Wander Bertoni (1925–2019), österreichischer Bildhauer
- Oskar Beyer (1849–1916), Fachschule für Architektur, 1905–09 Direktor
- Maria Biljan-Bilger (1912–1997), österreichische Bildhauerin
- Susanne Bisovsky (* 1968), österreichische Modeschöpferin
- Josef Breitner (1864–1930), Bildhauer
- Maria Brunner (* 1962), österreichische Malerin
- Rudolf Burger (1938–2021), österreichischer Philosoph
- Carl Otto Czeschka (1878–1960), Fachschule für Zeichnen und Malen
- Hubert Dietrich (1930–2006), österreichischer Maler, Leiter der Meisterklasse für Restaurierung
- Max Domenig (1886–1952), Student von 1907–11, österreichischer Bildhauer
- Hartmut Esslinger (* 1944), deutscher Produktdesigner
- Adolph Johannes Fischer (1885–1936), österreichischer Maler, Schriftsteller und Kunstsammler
- Adolf Frohner (1934–2007), österreichischer Maler und Aktionskünstler
- Rainer Ganahl (* 1961), österreichisch-amerikanischer Künstler
- Bruno Gironcoli (1936–2010), österreichischer Maler und Bildhauer
- Thomas Goerge (* 1973), deutscher Künstler und Bühnenbildner
- Leopoldine Guttmann (1856–1939), österreichische Kunstgewerblerin, Leiterin des Ateliers für Kunstweberei und Restaurierung
- Zaha Hadid (1950–2016), irakische Architektin
- Oswald Haerdtl (1899–1959), österreichischer Architekt
- Daniela Hammer-Tugendhat (* 1946), österreichische Kunsthistorikerin
- Anton Hanak (1875–1934), Fachklasse für Bildhauerei
- Moritz Herrgesell (1883–1952), österreichischer Möbeldesigner und Innenarchitekt
- Matthias Herrmann (* 1963), deutscher Fotograf
- Fons Matthias Hickmann (* 1966), deutscher Grafikdesigner und Autor
- Josef Hoffmann (1870–1956), österreichischer Architekt
- Hans Hollein (1934–2014), österreichischer Architekt
- Wilhelm Holzbauer (1930–2019), österreichischer Architekt
- Wolfgang Hutter (1928–2014), österreichischer Maler und Grafiker
- Hilda Jesser-Schmid (1894–1985), österreichische Malerin, Grafikerin, Textilkünstlerin und Hochschullehrerin
- Martha Jungwirth (* 1940), österreichische Malerin
- Birgit Jürgenssen (1949–2003), österreichische Künstlerin
- Oliver Kartak (* 1968), österreichischer Grafikdesigner
- Anton von Kenner (1871–1951), Freihandzeichnen
- Erika Giovanna Klien (1900–1957), österreichische/US-amerikanische Malerin
- Gustav Klimt (1862–1918), österreichischer Maler
- Hermann Klotz (1850–1932), Holzschnittsauerei
- Hans Knesl (1905–1971), österreichischer Bildhauer
- Oskar Kokoschka (1886–1980), österreichischer Maler
- Florin Kompatscher (* 1960), italienischer Maler
- Franz Kopallik (1860–1931), österreichischer Maler
- Brigitte Kowanz (1957–2022), österreichische Lichtkünstlerin
- Irma Lang-Scheer (1901–1986), Künstlerin, Malerin, Freskenmalerin, sakrale Glasfenster
- Maria Lassnig (1919–2014),  österreichische Malerin, Grafikerin und Medienkünstlerin
- Horst Lechner (1959–2014), österreichischer Architekt
- Bernhard Leitner (* 1938), österreichischer Künstler, Autor
- Berthold Löffler (1874–1960), Fachschule für Zeichnen und Malen, Aktzeichnen
- Greg Lynn (* 1964), US-amerikanischer Architekt, Philosoph und Science-Fiction-Autor
- Josef Machynka (* 1957), österreichischer Maler
- Erich Mallina (1873–1954), Figurales zeichnen, Aktzeichnen
- Dorit Margreiter (* 1967), österreichische Fotografin, Video- und Installationskünstlerin
- Franz von Matsch (1861–1942), Zeichnen und Malen
- Mara Mattuschka (* 1959), österreichische Künstlerin
- Koloman Moser (1868–1918), Fachklasse für dekoratives Zeichnen und Malen
- Felician von Myrbach (1853–1940), Fachschule für Malerei, 1900–1905 Direktor
- Christine Nöstlinger (1936–2018), österreichische Schriftstellerin
- Oswald Oberhuber (1931–2020), österreichischer Maler, Bildhauer und Graphiker
- Robert Pfaller (* 1962), österreichischer Philosoph
- Marietta Peyfuss (1868–1945), Malerin, Grafikerin und Kunstgewerblerin
- Walter Pichler (1936–2012), österreichischer Bildhauer, Architekt, Zeichner und Objektkünstler
- Paolo Piva (1950–2017), österreichisch-italienischer Architekt und Designer
- Michael Powolny (1871–1954), Keramik, Glas Bildhauerei
- Wolf D. Prix (* 1942), österreichischer Architekt
- Florian Pumhösl (* 1971), österreichischer Künstler
- Barbara Putz-Plecko (* 1956), österreichische Künstlerin und Kunstvermittlerin
- Hani Rashid (* 1958), kanadischer Architekt
- Pipilotti Rist (* 1962), Schweizer Videokünstlerin
- Alfred Roller (1864–1935), Figurales Zeichnen, von 1900 bis 1903 als „provisorischer Lehrer“ angestellt, 1909–34 Direktor
- Rosalia Rothansl (1870–1945[28]), Werkstatt für Textilarbeiten[29]
- Gabriele Rothemann (* 1960), deutsche Künstlerin, Gründerin des ersten Lehrstuhls für Fotografie an einer österreichischen Kunstuniversität
- Constanze Ruhm (* 1965), österreichische Videokünstlerin
- Gerwald Rockenschaub (* 1952), österreichischer Künstler
- Stefan Sagmeister (* 1962), österreichischer Grafikdesigner
- Hans Schabus (* 1970), österreichischer Künstler
- Eva Schlegel (* 1960), österreichische Fotografin
- Norbert Schlesinger (1908–1980), österreichischer Architekt
- Ferdinand Schmatz (1953), österreichischer Schriftsteller
- Burghart Schmidt (1942–2022), deutscher Philosoph
- Franz Schuh (* 1947), österreichischer Schriftsteller und Essayist
- Franz Schuster (1892–1972), österreichischer Architekt
- Margarete Schütte-Lihotzky (1897–2000), österreichische Architektin
- Kazuyo Sejima (* 1956), japanische Architektin
- Hubert Sielecki (* 1946), österreichischer Animationsfilmemacher
- Johannes Spalt (1920–2010), österreichischer Architekt
- Adele von Stark (1859–1923), Werkstätte für Emailarbeiten
- Josef Ritter von Storck (1830–1902), Fachschule für Architektur, 1868–99 Direktor
- Oskar Strnad (1879–1935), österreichischer Architekt
- Rini Tandon * (1956), indisch-österreichische Künstlerin
- Herbert Tasquil (1923–2008), österreichischer Maler, Grafiker und Kunsttheoretiker.
- Mario Terzic (* 1945), österreichischer Landschaftsdesigner
- Heinrich Tessenow (1876–1950), Fachklasse für Architektur und Baukonstruktionslehre
- Carl Unger (1915–1995), österreichischer Maler
- Silke Vollenhofer-Zimmel (* 1962), österreichische Hochschullehrerin, KinderuniKunst
- Peter Weibel (1944–2023), ukrainisch-österreichischer Medienkünstler
- Patrick Werkner (* 1953), österreichischer Kunsthistoriker
- Vivienne Westwood (1941–2022), britische Modedesignerin
- Virgil Widrich (* 1967), österreichischer Regisseur
- Eduard Josef Wimmer-Wisgrill (1882–1961), Mode und Textilarbeiten
- Carl Witzmann (1883–1952), Werkstätte für Tischlerei und Möbelbau
- Leo Wollner (1925–1995), österreichischer Textildesigner
- Erwin Wurm (* 1954), österreichischer Künstler
- Maria Zeiller-Uchatius (1882–1958), Malerin, Grafikerin, Kunstgewerblerin, Hochschullehrerin
- Otto Zitko (* 1959), österreichischer Künstler